# Tefert El Tahtania
Tefert El Tahtania é uma vila na comuna de Abalessa, no distrito de Abalessa, província de Tamanghasset, Argélia. Se encontra na margem sul do Oued Teffert, 8 quilômetros (5 milhas) a sudeste da cidade de Abalessa e 64 quilômetros (40 milhas) a oeste de Tamanrasset.